# Carige nigronotaria
Carige nigronotaria là một loài bướm đêm trong họ Geometridae.